# Marion Gentges

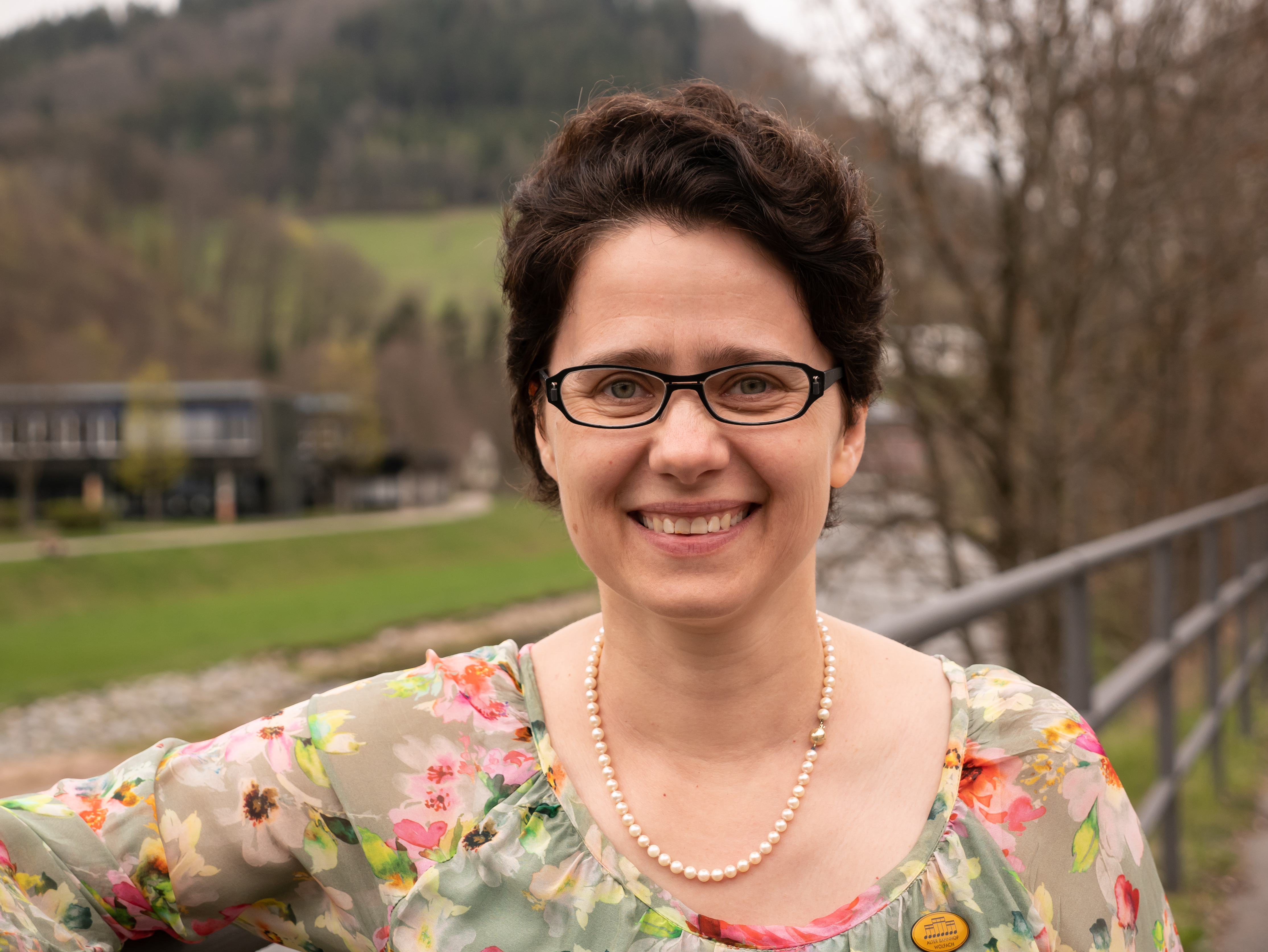
Marion Gentges, 2019

Marion Gentges (* 23. August 1971 in Haslach im Kinzigtal) ist eine deutsche Politikerin (CDU) und seit 2016 Abgeordnete des Landtags Baden-Württemberg. Seit Mai 2021 ist sie baden-württembergische Ministerin der Justiz und für Migration.

## Ausbildung und Beruf
Gentges wurde in Haslach in eine Unternehmerfamilie geboren; ihr Vater führte einen metallverarbeitenden Betrieb. Nach dem Abitur am Robert-Gerwig-Gymnasium Hausach studierte Gentges ab 1991 Rechtswissenschaft an der Albert-Ludwigs-Universität in Freiburg und wurde dabei mit einem Stipendium der Konrad-Adenauer-Stiftung gefördert. Während ihres Studiums wohnte sie mit Christine Strobl in einer Wohngemeinschaft. Sie absolvierte von 1996 bis 1998 ihr Referendariat am Landgericht Offenburg. Danach arbeitete sie als angestellte Rechtsanwältin in Hessen. Seit 2004 ist Gentges selbständig mit eigener Kanzlei in Zell am Harmersbach und als Fachanwältin mit einer Spezialisierung auf Arbeitsrecht.

## Politische Laufbahn
Gentges trat 1990 in die CDU ein und war von 1993 bis 1996 Kreisvorsitzende der Jungen Union Ortenau. Seit 1993 ist sie Mitglied im Kreisvorstand der CDU Ortenau. Bei der Landtagswahl in Baden-Württemberg 2016 gewann sie ein Zweitmandat des Landtagswahlkreises Lahr. Bei der Landtagswahl 2021 konnte sie erneut über ein Zweitmandat in den Landtag einziehen. Seit Mai 2021 ist sie im Kabinett Kretschmann III baden-württembergische Ministerin der Justiz und für Migration.
Trotz des Kriegs in Syrien sprach sie sich 2023 dafür aus, in Ausnahmefällen auch Abschiebungen in dieses Land durchzuführen.

## Privates
Gentges ist verheiratet und hat eine Tochter. Sie ist katholischer Konfession.